# Ish Smith
Ishmael Larry „Ish“ Smith (* 5. Juli 1988 in Charlotte, North Carolina) ist ein US-amerikanischer Basketballspieler.

## Karriere

### College
Smith spielte für die Wake Forest University. Dort wies er in seiner Freshman-Saison einen Mittelwert von 8,7 Punkten in über 29 Minuten pro Spiel auf. Seine Sophomore-Saison verlief ähnlich, bevor er als Junior rund 10 Minuten weniger Spielzeit bekam und deswegen nur 6,2 Punkte pro Spiel erzielte.
In seiner Senior-Saison bekam er allerdings wieder etwa 15 Minuten Spielzeit mehr und wurde mit 13,2 Punkten pro Spiel zu einem wichtigen Bestandteil der Hochschulmannschaft. Nach der Saison meldete er sich zum Draftverfahren der NBA an, blieb jedoch unberücksichtigt.

### NBA
Am 23. August 2010 wurde er jedoch von den Houston Rockets verpflichtet, wo er 2,6 Punkte und 2,3 Assists pro Spiel verbuchte. Während der Saison wurde er gemeinsam mit Shane Battier im Tausch gegen Hasheem Thabeet, DeMarre Carroll und ein späteres Draftauswahlrecht an die Memphis Grizzlies abgegeben, wo er in den 15 Spielen, die er im Trikot der Grizzlies bestritt, noch weniger Spielzeit bekam und deswegen nur 1,8 Punkte pro Spiel erzielte.
Nach dieser Saison wurde er von den Golden State Warriors verpflichtet, für die er allerdings nur sechs Spiele bestritt und kurz darauf in die NBA D-League zum Farmteam Los Angeles D-Fenders geschickt wurde. Für die D-Fenders absolvierte er jedoch kein Spiel und wurde kurz danach von den Orlando Magic aufgenommen.
Im Februar 2013 wurde Smith von den Magic im Rahmen eines Tauschgeschäfts zu den Milwaukee Bucks transferiert. Am 29. August 2013 wurde er zusammen mit Viacheslav Kravtsov im Tausch gegen Caron Butler zu den Phoenix Suns transferiert. Im Sommer 2014 stand er dann kurzzeitig bei den Houston Rockets unter Vertrag, bevor er zu Beginn der NBA-Spielzeit 2014/15 von den Thunder aus Oklahoma City verpflichtet wurde, die von mehreren Verletzungen von unter anderem Kevin Durant gebeutelt waren. Die Thunder mussten eine Ausnahmeregelung beantragen, da sie bereits 15 Spieler im Kader hatten. Nach Auslaufen der Ausnahmeregelung wurde nicht Smith wieder entlassen, sondern stattdessen sein Mannschaftskollege Sebastian Telfair.

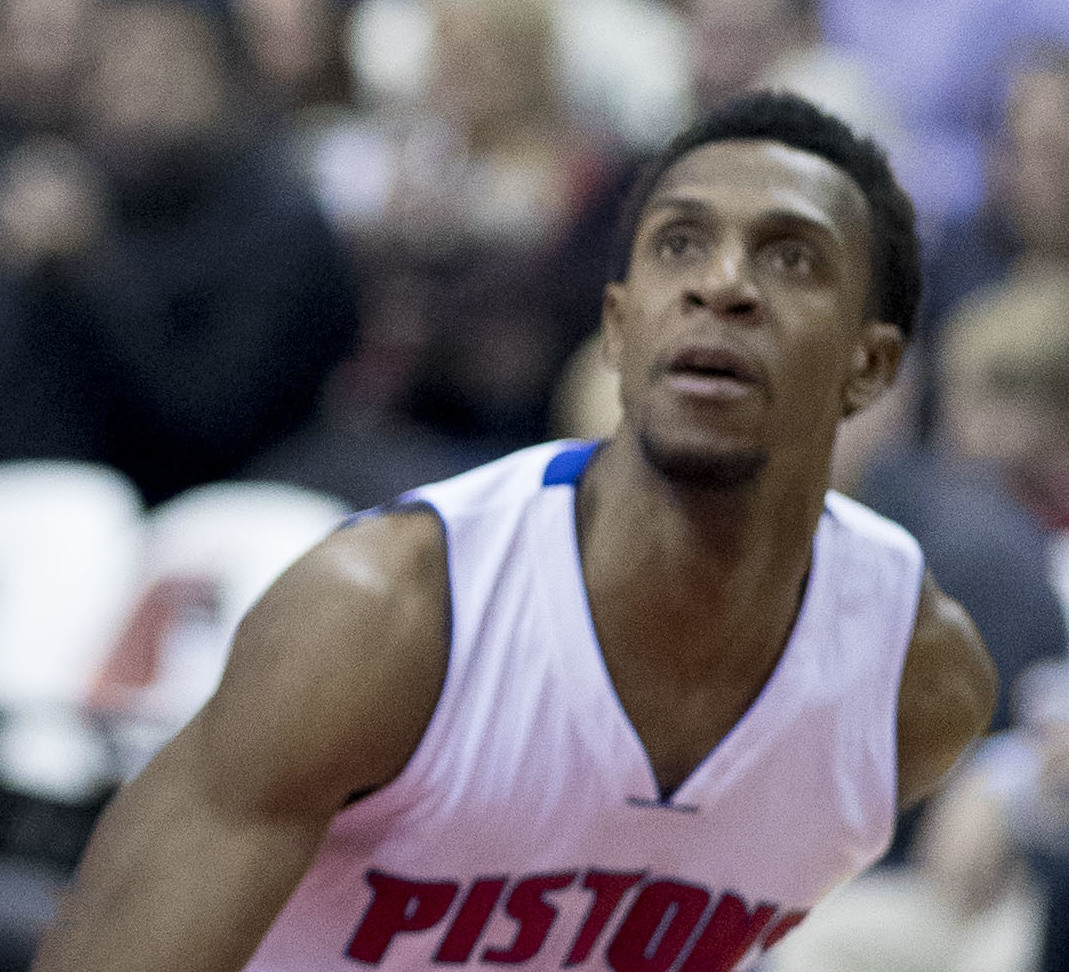
Ish Smith (2016)

Während der Saison 2014/15 wechselte Smith zu den Philadelphia 76ers. Im Sommer 2015 landete er schließlich bei den New Orleans Pelicans. Smith wurde jedoch im Dezember wieder zurück nach Philadelphia transferiert. Bei den Sixers erzielte er in den letzten 50 Spielen im Durchschnitt 14,7 Punkte, 4,3 Rebounds und 7,0 Assists. Im Sommer 2016 verließ er die Sixers und unterschrieb einen Vertrag bei den Detroit Pistons.
Am 9. Juli 2019 unterzeichnete Smith einen Vertrag bei den Washington Wizards. Nach zwei Jahren in der US-Hauptstadt spielte Smith für die Charlotte Hornets. Als er in Folge einer kurzen Rückkehr nach Washington zu den Denver Nuggets stieß, für die er erstmals im Oktober 2022 auflief, war Denver die 13. Mannschaft in der NBA, für die er zum Einsatz kam. Für derartig viele Mannschaften hatte zuvor niemand in der NBA gespielt. Mit Denver gewann er 2023 die NBA-Meisterschaft. Smith erzielte für die Mannschaft im Laufe der Hauptrunde des Spieljahres 2022/23 im Durchschnitt 2,5 Punkte je Begegnung.
Im Oktober 2023 kehrte Smith zu den Charlotte Hornets zurück.

## Karriere-Statistiken

### NBA

#### Hauptrunde
| Saison  | Team                         | GP  | GS  | MPG  | FG % | 3P % | FT % | RPG | APG | SPG | BPG | PPG  |
| ------- | ---------------------------- | --- | --- | ---- | ---- | ---- | ---- | --- | --- | --- | --- | ---- |
| 2010–11 | Houston / Memphis            | 43  | 3   | 10.3 | .374 | .300 | .571 | 1.1 | 1.8 | 0.4 | 0.0 | 2.3  |
| 2011–12 | Golden State / Orlando       | 26  | 1   | 9.0  | .383 | .333 | .700 | 1.3 | 1.6 | 0.6 | 0.1 | 2.8  |
| 2012–13 | Orlando / Milwaukee          | 52  | 3   | 9.9  | .352 | .296 | .429 | 1.2 | 1.7 | 0.4 | 0.2 | 2.4  |
| 2013–14 | Phoenix                      | 70  | 1   | 14.4 | .423 | .043 | .564 | 1.8 | 2.6 | 0.7 | 0.2 | 3.7  |
| 2014–15 | Oklahoma City / Philadelphia | 55  | 14  | 15.1 | .390 | .300 | .596 | 1.8 | 3.3 | 0.7 | 0.1 | 6.1  |
| 2015–16 | New Orleans / Philadelphia   | 77  | 53  | 29.1 | .411 | .329 | .693 | 4.0 | 6.5 | 1.1 | 0.3 | 12.6 |
| 2016–17 | Philadelphia                 | 81  | 32  | 24.1 | .439 | .267 | .706 | 2.9 | 5.2 | 0.8 | 0.4 | 9.4  |
| 2017–18 | Detroit                      | 82  | 35  | 24.9 | .486 | .347 | .698 | 2.7 | 4.4 | 0.8 | 0.2 | 10.9 |
| 2018–19 | Detroit                      | 56  | 0   | 22.3 | .419 | .326 | .758 | 2.6 | 3.6 | 0.5 | 0.2 | 8.9  |
| 2019–20 | Washington                   | 68  | 23  | 26.3 | .447 | .367 | .721 | 3.2 | 4.9 | 0.9 | 0.4 | 10.9 |
| Gesamt  | Gesamt                       | 610 | 165 | 19.4 | .427 | .306 | .678 | 2.4 | 3.8 | 0.7 | 0.2 | 7.4  |

#### Play-offs
| Saison  | Team      | GP | GS | MPG  | FG % | 3P % | FT % | RPG | APG | SPG | BPG | PPG |
| ------- | --------- | -- | -- | ---- | ---- | ---- | ---- | --- | --- | --- | --- | --- |
| 2010–11 | Memphis   | 5  | 0  | 2.0  | .667 |      |      | 0.4 | 0.4 | 0.2 | 0.0 | 0.8 |
| 2011–12 | Orlando   | 1  | 0  | 5.0  |      |      |      | 1.0 | 0.0 | 0.0 | 1.0 | 0.0 |
| 2012–13 | Milwaukee | 4  | 0  | 2.8  | .000 |      |      | 0.3 | 0.8 | 0.0 | 0.0 | 0.0 |
| 2018–19 | Detroit   | 4  | 0  | 20.3 | .263 | .143 | .750 | 2.8 | 3.5 | 0.8 | 0.3 | 6.0 |
| Gesamt  | Gesamt    | 14 | 0  | 7.6  | .286 | .143 | .750 | 1.1 | 1.4 | 0.3 | 0.1 | 2.0 |